# Накельський Сергій Костянтинович
Сергій Костянтинович Накельський (27 липня 1910, с. Конельська Цеберманівка, Київська губернія (зараз село Степівка (Уманський район)) — 28 червня 1987, Дніпропетровськ) — український археолог, дослідник історії Придніпров'я, педагог та музеєзнавець.

## Життєпис
Сергій Накельський народився 27 липня 1910 року в селі Конельська Цеберманівка (сучасне село Степівка, Уманський район, Черкаська область) Київська губернія в селянській родині Накельского Костянтина Сигізмундовича та Тичинської Анни Григорівни.
Батько був з родини збіднілої української шляхти, працював управляючим у місцевого поміщика. Учасник Першої світової війні. Загинув у 1919 році під час подій української революції, воював на боці більшовиків. Мати закінчила жіночу гімназію в місті Умань. Дід по матері — Тичинський Григорий Йосипович, а бабусю Осинська Емеріка. Вони жили у Львові. По батьківській лінії діда звали Накельський Сігізмунд Казимирович.
Сергій Накельський закінчив 7 класів, а потім ремісниче училище в Києві. У 1928—1931 рр. навчався в Київському кооперативному книжковому техникумі за спеціальністью інструктора книготоргівлі. 3 1931 до 1933 р. працював на Херсонщині організатором-інструктором у Нижньо-Сірогозькій райспоживспілці.
У 1933—1935 рр. служив у лавах Червоної армії рядовим в 7 кавалеристсько-артилерійському полку в Дніпропетровську. Після армії залишився у Дніпропетровську і став працювати у бібліотечному колекторі інструктором з комплектації бібліотек книгами, а також в 1936—1937 роках працював екскурсоводом в Дніпропетровському краєвому історико-археологічному музеї. Водночас він працював викладачем історії 5-6 класів в школі в Діївці і паралельно навчався у Дніпропетровському Інституті Народної освіти на історико-філологічному факультеті впродовж (1937—1939 рр., але інститут не закінчив). З 1937 по 1939 роки працює вчителем історії у школі № 19 і школі № 21. З 1940 року повертається працювати науковим співробітником в Дніпропетровському крайовому історико-археологічному музеї.

## Наукова діяльність в роки окупації
Під час німецької окупації Сергій Накельський залишався у Дніпропетровську і працював разом з Павлом Козарем у музеї. Є припущення, що під час окупації Сергій був учасником загону підпільної партійної організації Клименка.
Під час окупації займався перевозом експонатів з історичного музею в приміщення художнього музею на вулицю Шевченківську разом з іншими співробітниками музею: М. С. Погрібняком, А. С. Клименком, М. В. Раденьким, М. Я. Білим (завгосп), 3. Д. Буряковою (завідуюча бібліотеки, сестра дружини Д. І. Яворницького), П. К. Дузь (прибиральниця).
В якості кресляра та секретаря-стенографіста брав участь в археологічних розкопках ЕРР (оперативний штаб «рейхсляйтер Розенберга») 1942 р., які проводили німецькі вчені у пошуках готських поховань їх цікавила місцевість Дніпровської дуги — від Кременчука до Нікополя.
З весни 1942 р Дніпропетровськ почали відвідувати доктори Йоган Ейніке, Вальтер Модріян, Поллє і професор Горнунг, які й організували археологічну експедицію. Взимку в історичному музеї була організована виставка експонатів готської культури (Накельський брав активну участь в її підготовці).
Два сезони за участю німецьких та українських археологів тривала експедиція на берегах Дніпра між Дніпропетровськом та Запоріжжям, результати розкопок були описані та експонувалися, восени 1943 р.
Наприкінці 1943 р. Накельского та Погрібняка було звільнено з музею. 31 лютого 1944 року, після повернення радянської влади, Сергій Накельський знову повертається працювати до історичного музею. Бере участь у пошуках розпорошених музейних предметів і поверненні їх до музею.

## Наукова діяльність в 1945-1980-х роках
В 1945 р. Накельський знову поступив до Дніпропетровського державного університету для завершення навчання (1945—1950).
В 1945—1946 р. він брав участь в роботі Подільської археологічної експедиції в Кам'янець-Подільському. В 1945 р. брав участь в реекспозиції Дніпропетровського історичного музею в відділі археології та Київської Русі. В 1946 р. звільняється з музею за власним бажанням.
3 1946 по 1948 р. Накельський працював вчителем в РУМ (Ремісницьке Училище металістів, зараз ГПТУ № 11). Влітку в 1946—1948 рр. брав участь в розвідках по порожистій частині Дніпра в складі експедиції музею і Академії Наук УРСР разом з 0. Ф. Лагодовською та В. М. Даниленком.
3 1948 по 1971 р. працював вчителем історії в середній школі № 69, де організував гурток археології та шкільний музей.
3 1972 по 1983 р. Накельский працював в Волоській середній школі, де викладав історію, організував археологічний гурток та краєзнавчий шкільний музей.
Найзначніше його відкриття було зроблено під час краєзнавчих розвідок та подорожей на місці будівництва Дніпродзержинської ГЕС (1956—1959) навпроти с. Романково, в котловані майбутньої греблі. Накельському належить відкриття середньо-палеолітичного комплексу Романково перші знахідки з якого ним було зроблено разом з М. М. Карловим — геологом, що працював на геологогеографічному факультеті ДДУ.
Протягом 1960 — 1970-х років брав участь в численних археологічних експедиціях на розкопках стоянки Молодово з 0. П. Чернишем, з І. Г. Підоплічком й вивчав знайдені матеріали Романківської стоянки, а під час дослідження групи пізньо-палеолітичних стоянок Чернівецької області. Також брав участь в численних кримських експедиціях (стоянка Скелясте та ін.).
Протягом 1946 — 1980-х рр.. Накельський під час археологічних розвідок збирає матеріал в межах сіл Волоського та Майорки. Велике зібрання матеріалу первісних культур Накельського знаходяться в геологічному музеї «Дніпровської Політехніки» (кам'яні знаряддя праці, скам'янілі кістки первісних тварин та інш.), волоському краєзнавчому музеї і в Національному історичному музеї ім. Д. І. Яворницького.
Помер Накельский 28 червня 1987 р., його поховано на Сурсько-Литовському кладовищі.
Сергій Накельський був двічі одружений. Від першої дружини народилася донька. Друга дружина — Антоніна Петрівна Харіна. Донька — Галина Сергіївна Блажнова. Онуки — Сергій та Федір.